# St. Franziskus (Schwäbisch Gmünd)

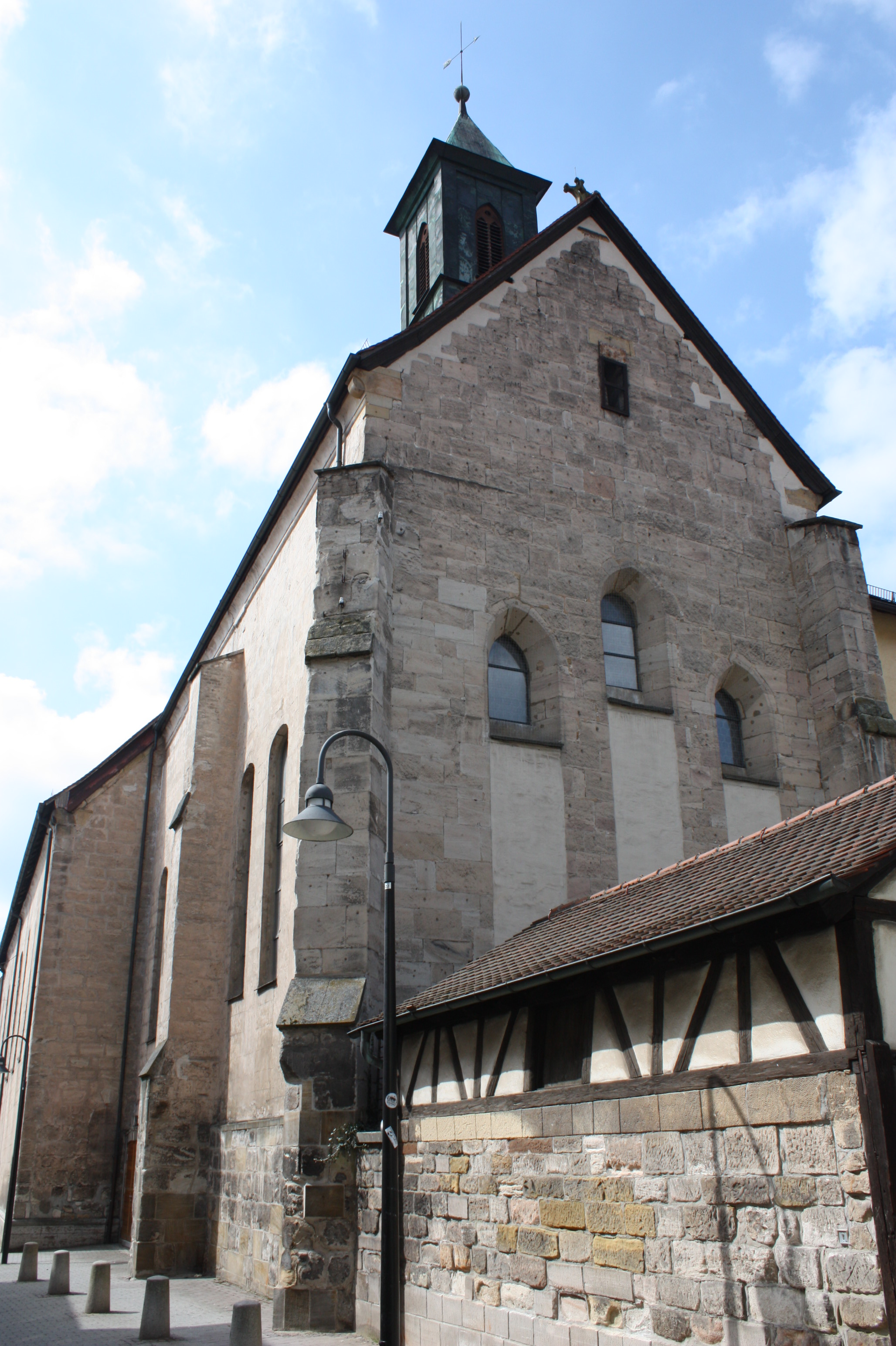
Ostfassade von St. Franziskus – gerader Chorabschluss

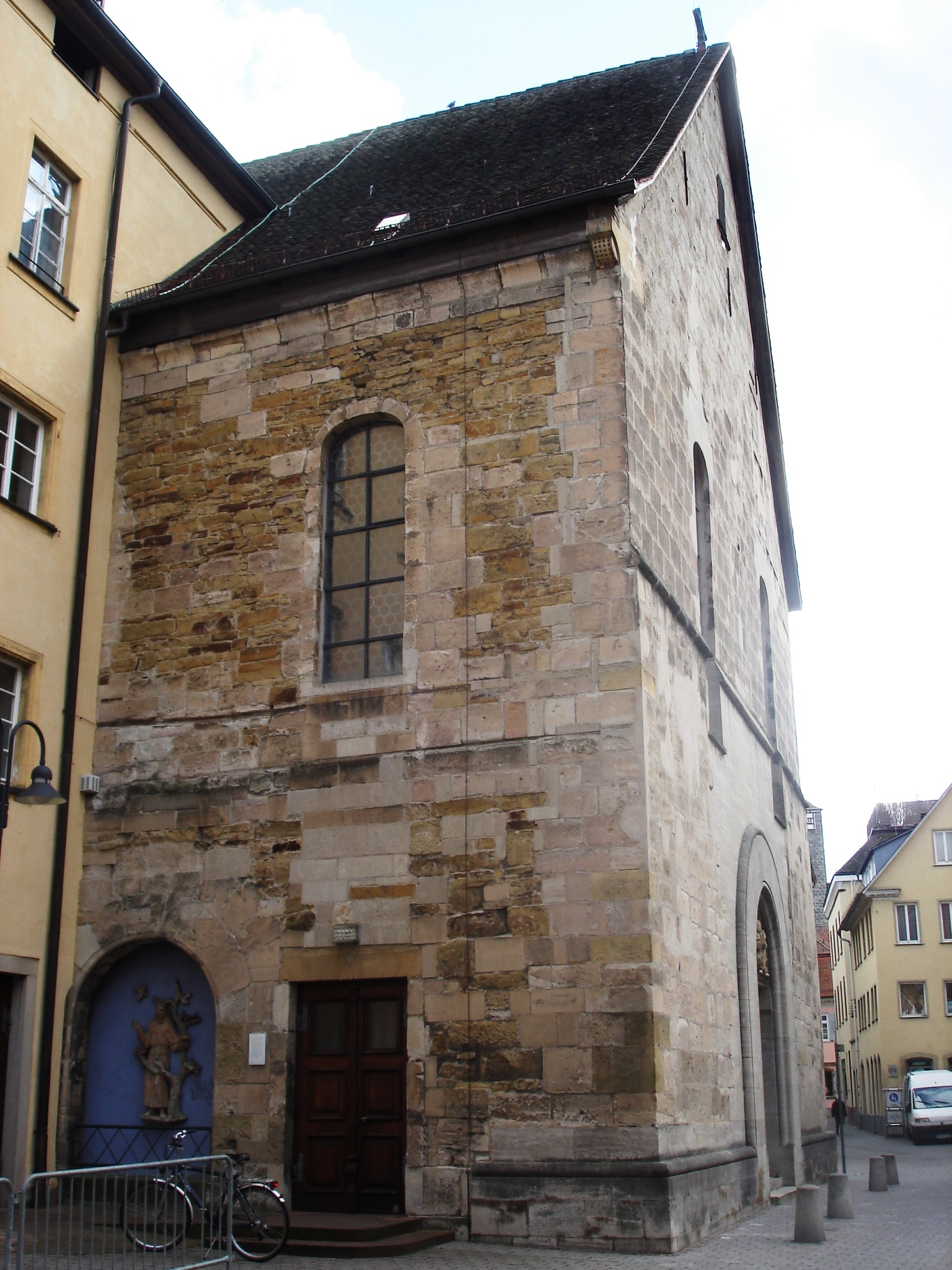
Kirche von Nord-West aus Sicht der Franziskanergasse. Links ist direkt der vierstöckige Klosterbau angebaut.

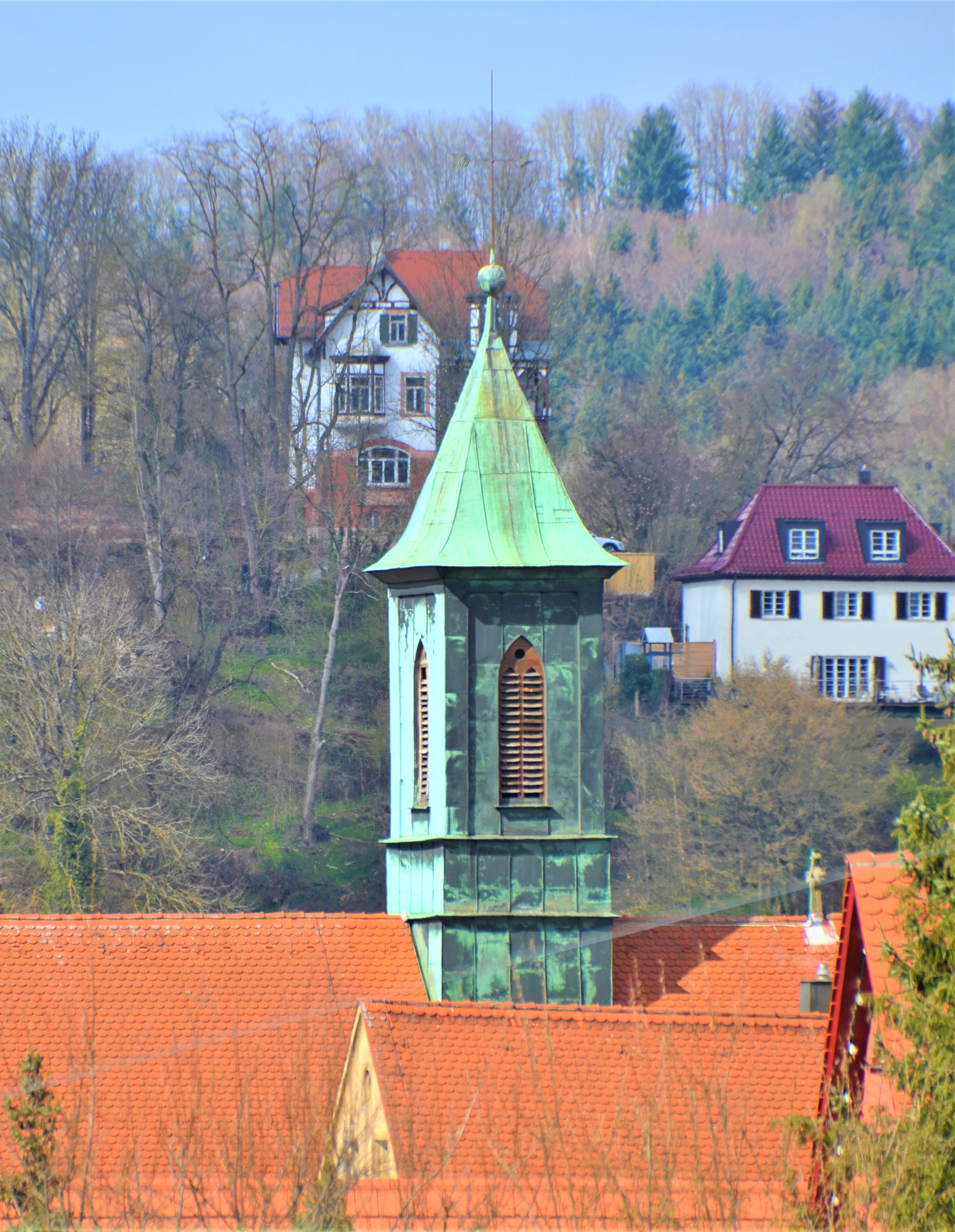
Dachreiter von Süden

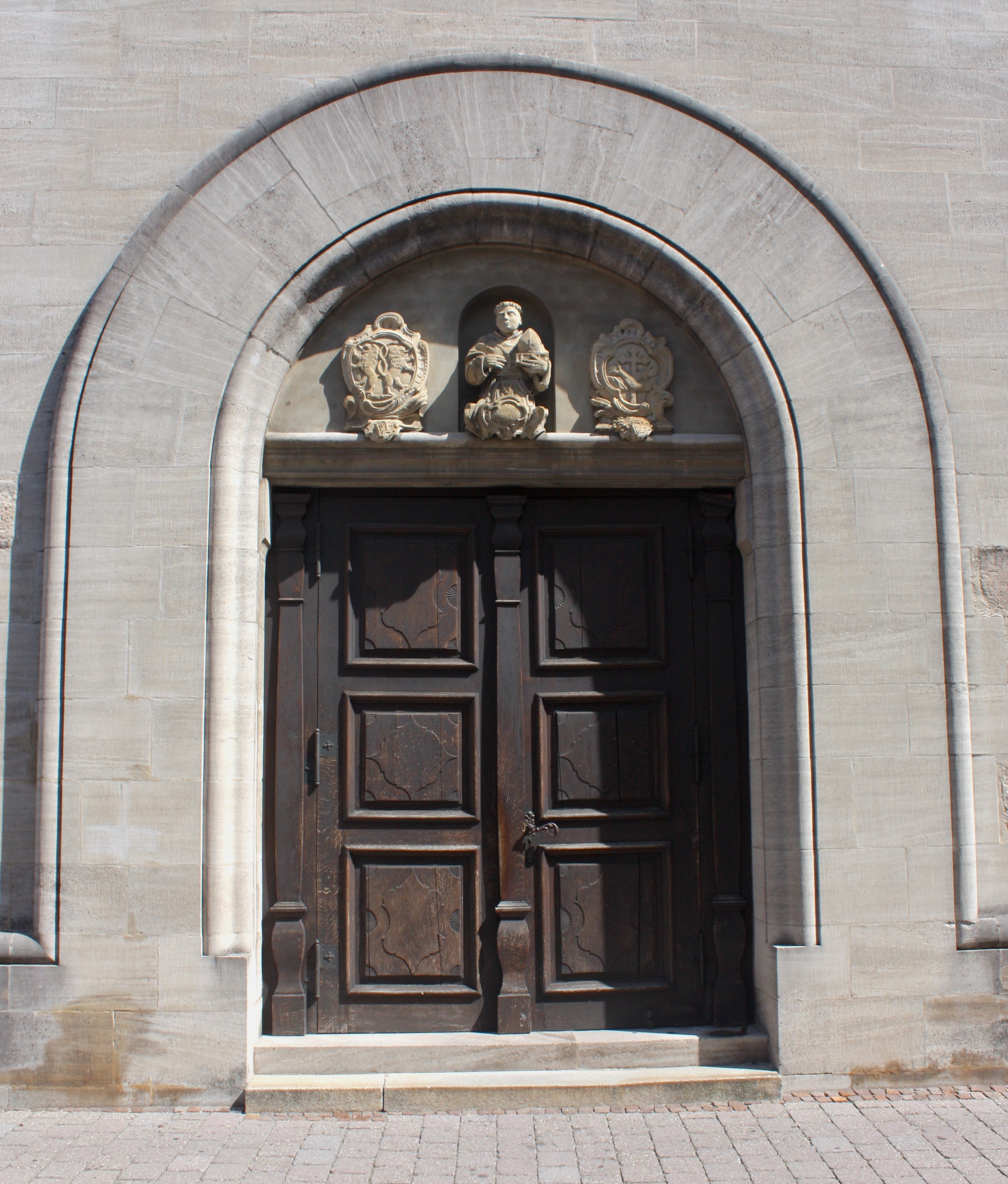
Romanisches Portal, Westwand

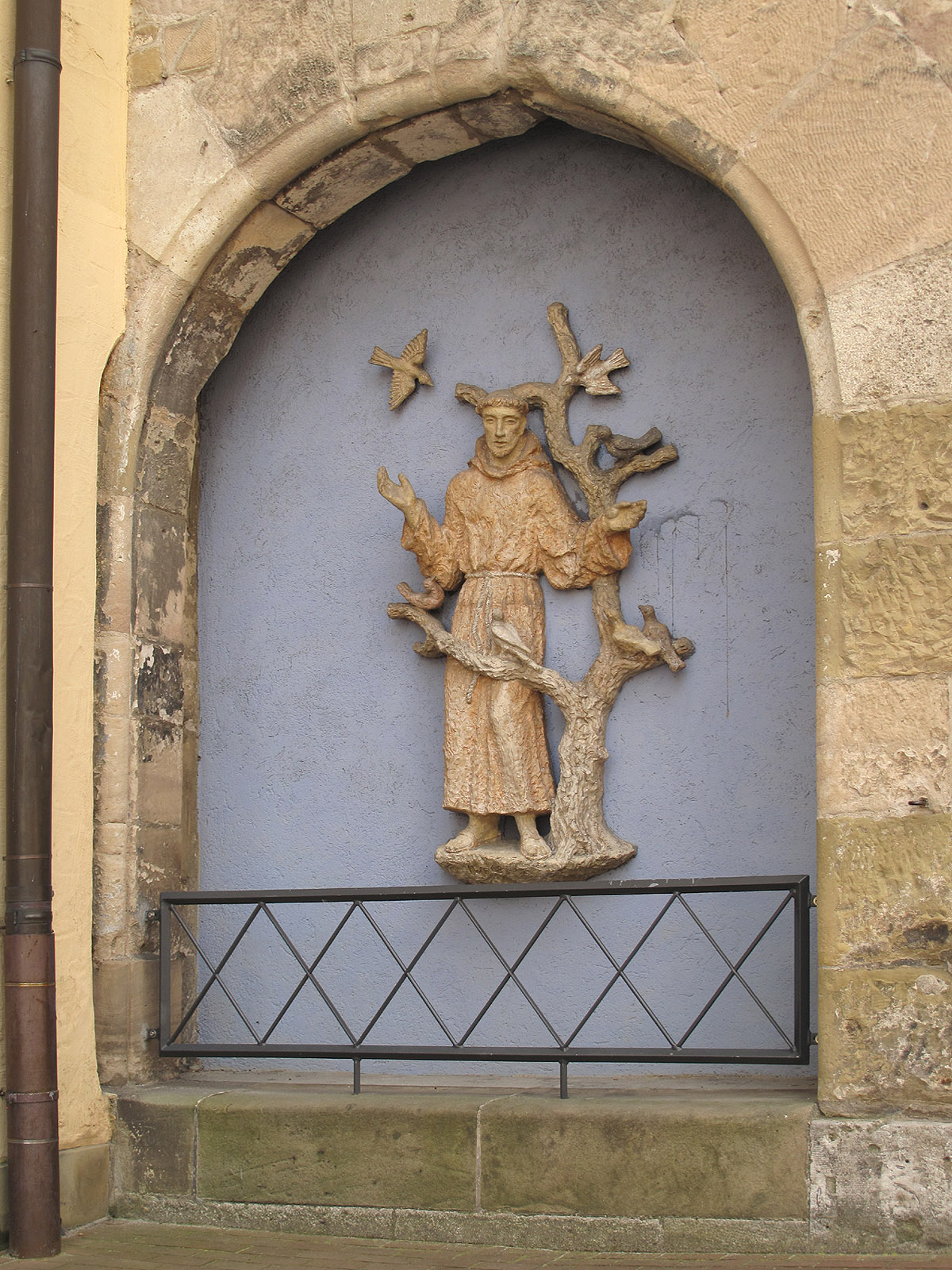
Jakob Wilhelm Fehrle: Franz von Assisi, 1968, Nordwestwand.

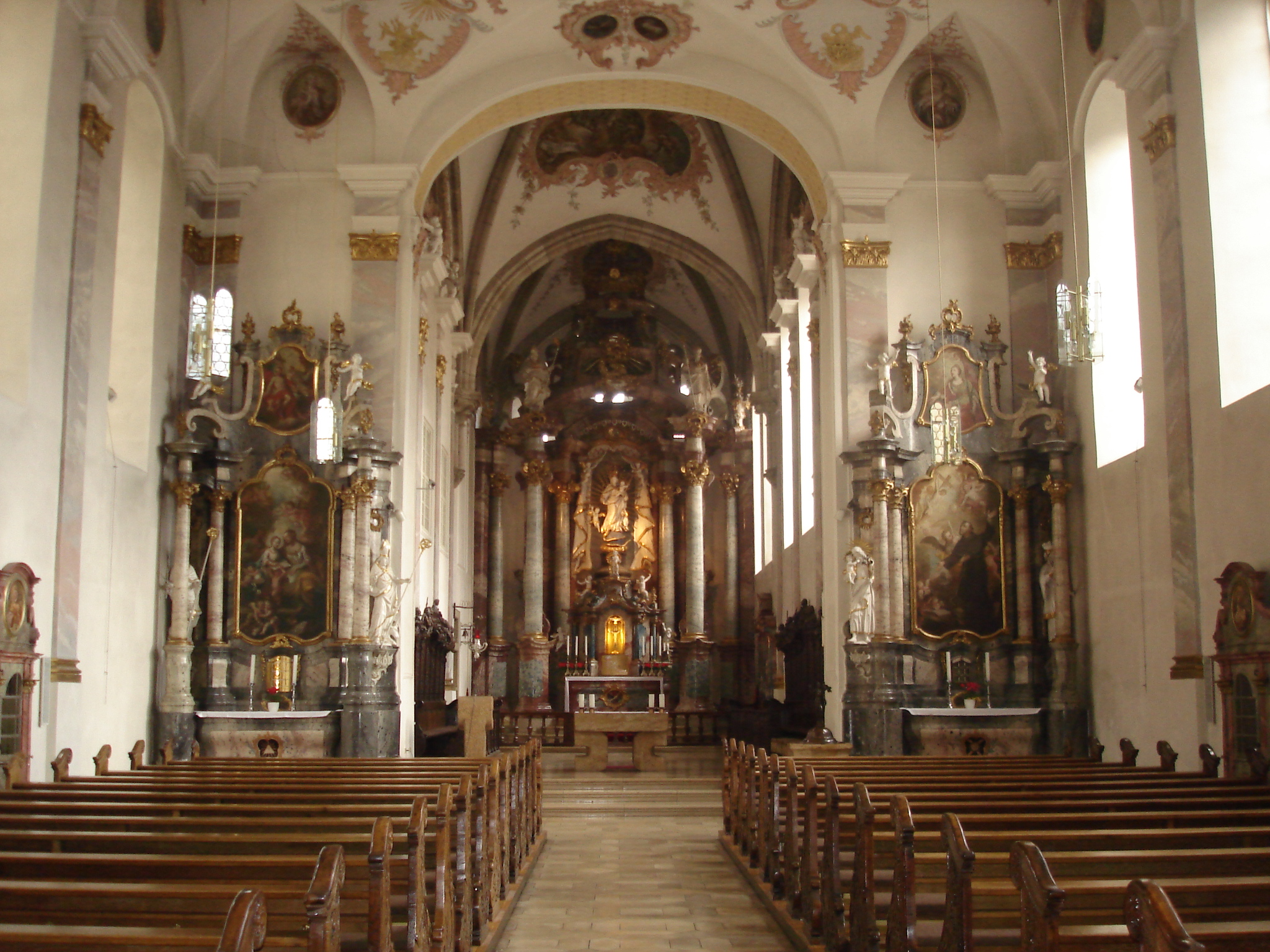
Der Innenraum der Franziskuskirche

Die barocke Pfarrkirche St. Franziskus ist eine ehemalige Klosterkirche des Franziskanerklosters in der Kernstadt von Schwäbisch Gmünd und war bis 1908 dem heiligen Ludwig geweiht, der heute Nebenpatron ist.
Die Niederlassung des Franziskanerordens in Schwäbisch Gmünd erfolgte wahrscheinlich noch zu Lebzeiten des heiligen Franziskus und gehört damit zu den ältesten Niederlassungen nördlich der Alpen. Es gibt sogar die Vermutung, dass die Gmünder Niederlassung die erste nördlich der Alpen war. Der Hochaltar gilt als ein besonderes Stück des süddeutschen Rokokos.
Die Kirche dient heute der katholischen Franziskusgemeinde und der muttersprachlich-kroatischen Gemeinde St. Nikola Tavelic als Gemeindekirche. Zusätzlich findet am ersten Sonntag eines Monats ein Gottesdienst in ungarischer Sprache statt.

## Geschichte
Nach der Überlieferung der Gmünder Niederlassung der Franziskaner, die auch in anderen Niederlassungen gepflegt wurde, kam 1208 ein Bruder David mit sieben Gefährten nach Schwäbisch Gmünd und gründete dort das Mutterhaus, von dem aus die Häuser in Nördlingen, Regensburg, Luzern und Ulm gegründet wurden. Diese Überlieferung ist aber unhistorisch, denn erst 1209 schloss sich der heilige Franziskus mit weiteren Brüdern zu einer Ordensgemeinschaft zusammen. 2022 wurde mit dem Jubiläumsjahr 800 Jahre Franziskaner in Gmünd 1222 als Gründungsjahr angenommen.
Für die frühe Ansiedlung in Schwäbisch Gmünd sprechen die romanischen Kirchenteile im Chor, die im 13. Jahrhundert entstanden sind. Der romanische Bau mit dem gerade schließenden Chor, der bis heute erhalten ist, wurde später in den Stil der Gotik versetzt. 1637 zerstörte ein Unwetter den Dachreiter, der bald wieder errichtet wurde, und die Orgel.
Schon in dieser Zeit hatte die Kirche die heutigen Ausmaße, was Federzeichnungen aus dieser Zeit belegen.
Am 23. April 1718 wurde begonnen das Kloster im Stil des Barock neu zu errichten, zu dieser Zeit, auf jeden Fall vor 1723, wurde auch die Kirche barockisiert. 1751 wurde dann der Hochaltar im Stil des Rokoko errichtet, 1752 malte Joseph Wannenmacher die Decken- und Wandfresken.
Am 13. Oktober 1809 wurde das Kloster im Zuge der Säkularisation aufgehoben, und die Pater mussten das Kloster räumen. 1830 wurde der Dachreiter abermals vollkommen erneuert. Von 1825 bis 1965 war der Klosterbau Lehranstalt. Die katholische Gesamtkirchengemeinde Schwäbisch Gmünd erwarb den Klosterkomplex 1971. Seit dieser Zeit dient er als Gemeinde- und Verwaltungszentrum.
Die Kirche wurde 1908 am 20. November durch Bischof Paul Wilhelm von Keppler zur zweiten Stadtpfarrkirche ernannt und ist bis heute Gemeindekirche der Franziskusgemeinde Schwäbisch Gmünd. Sie ist neben der Heilig-Kreuz-Münstergemeinde die zweite katholische Innenstadtgemeinde von Schwäbisch Gmünd und ist ein Teil der Seelsorgeeinheit Schwäbisch Gmünd-Mitte im Dekanat Ostalb. Ihr sind unter anderem als Fialen die St. Leonhardskirche und die Spitalkapelle zugeordnet.
Im Zweiten Weltkrieg fanden in St. Franziskus die Abend- und Frühmessen statt, da dies zu dieser Zeit die einzig größere katholische Kirche Schwäbisch Gmünds war, deren Fenster vollständig verdunkelt werden konnten. 1942 erfolgte die Einsetzung einer Reliquie des Franz von Assisi und der hl. Klara in den Altar.
Nachdem 1960 die neue Orgel eingebaut wurde, kam es 1968 und 1975 zu kleineren Sanierungsarbeiten, 1972 wurde der Innenraum umfangreich renoviert.

## Ausstattung
Die Decke im Chor ist ein Kreuzrippengewölbe, das bei der Umgestaltung in der Gotik in den romanischen Chor eingebaut wurde. Die Decke des Schiffes ist eine Spiegeldecke, die mit Fresken des Joseph Wannenmacher gestaltet ist. Im Schiff ist neben den Fresken Wannenmachers wenig Stuckzier zu finden, was auf die Prinzipien des Bettelordens zurückging. Dass der Chor in äußerst reichem Rokoko gestaltet ist, kann nur auf einer Ausnahme beruhen, die durch die besondere Verehrung der Gottesmutter begründet wird. Auch das Rippengewölbe im Chor ist in den Feldern mit Fresken ausgemalt. Der Hochaltar von Dominikus Zimmermann gilt als das bedeutendste Werk der Altarbaukunst des Rokokos und zeigt in seiner Mitte, über dem Tabernakel, erhöht auf einer Weltkugel stehend in einem weiteren Baldachin, die „Maria vom Siege“ in Lebensgröße. Es ist ein Baldachinaltar, der von sechs Säulen getragen wird, und dessen Kuppel bis an das Gewölbe reicht. Die Seitenaltäre sind einfache Altäre, die aber an den Stil des Hochaltars angepasst sind. Sie wurden vom Zimmermann-Schüler Anton Pfister aus Luzern geschaffen.
Die Kanzel und das Chorgestühl, von dem nur noch die Rückwand erhalten ist, wurden vor den Altären geschaffen. Die Kanzel, die in Farbe und Struktur des Marmors anders als die Altäre ist, zeigt die Zeichen der vier Evangelisten. Der Schalldeckel wird von zwei Engeln getragen und vom Guten Hirten gekrönt.

## Orgel
Die Orgel wurde 1960 von der Orgelbaufirma Walcker (Ludwigsburg) erbaut. Das Instrument hat 35 Register, drei Manuale und Pedal auf Schleifladen. Die Spieltrakturen sind mechanisch, die Registertrakturen elektropneumatisch.
| I Hauptwerk C–g3 |                |       |
| 1.               | Zartpommer     | 16′   |
| 2.               | Prinzipal      | 8′    |
| 3.               | Spitzgedackt   | 8′    |
| 4.               | Oktav          | 4′    |
| 5.               | Gemshorn       | 4′    |
| 6.               | Rohrquinte     | 2 ⁄3′ |
| 7.               | Waldflöte      | 2′    |
| 8.               | Hornpfeife III |       |
| 9.               | Mixtur VIII    | 2′    |
| 10.              | Helltrompete   | 8′    |

| II Schwellwerk C–g3 |                  |        |
| 11.                 | Rohrflöte        | 8′     |
| 12.                 | Violgedackt      | 8′     |
| 13.                 | Ital. Prinzipal  | 4′     |
| 14.                 | Nachthorn        | 2′     |
| 15.                 | Terzflöte        | 1 3⁄5′ |
| 16.                 | Quintlein        | 1 ⁄3′  |
| 17.                 | Scharff V        | 2′     |
| 18.                 | Dulcian          | 16′    |
| 19.                 | Cor anglais      | 8′     |
| 20.                 | Lieblich Clarino | 4′     |
|                     | Tremulant        |        |

| III Kronpositiv C–g3 |                 |    |
| 21.                  | Copel           | 8′ |
| 22.                  | Quintate        | 8′ |
| 23.                  | Feldflöte       | 4′ |
| 24.                  | Prinzipal       | 2′ |
| 25.                  | Hörnle II       |    |
| 26.                  | Feine Zimbel II |    |
| 27.                  | Vox humana      | 8′ |
| 28.                  | Schalmey        | 4′ |
|                      | Tremulant       |    |

| Pedal C–f1 |               |     |
| 29.        | Prinzipalbass | 16′ |
| 30.        | Subbass       | 16′ |
| 31.        | Flötenbass    | 8′  |
| 32.        | Choralbass    | 4′  |
| 33.        | Hintersatz V  |     |
| 34.        | Posaune       | 16′ |
| 35.        | Tromba        | 8′  |

- Koppeln: II/I, III/I, I/P, II/P, III/P
- Spielhilfen: Handregistratur, zwei freie Kombinationen, eine freie Pedalkombination

## Glocken
Im Dachreiter der Kirche hängen drei Glocken, wobei die große Glocke um 1300 von einem unbekannten Meister gegossen wurde. Die beiden anderen Glocken wurden 1949 von Heinrich Kurtz in Stuttgart für diese Kirche gegossen. Die Glockenzier für diese Glocken wurde von Alfons Feuerle geschaffen.
| Nr. | Name                     | Durchmesser | Gussjahr | Ton   |
| --- | ------------------------ | ----------- | -------- | ----- |
| 1   | k. A.                    | 750 mm      | um 1300  | D     |
| 2   | Franziskusglocke         | 590 mm      | 1949     | f′′   |
| 3   | Sterbe- bzw. Engelglocke | 520 mm      | 1949     | g′′   |
| I   | Sanktusglocke            | 172 mm      | 1686     | k. A. |